# Oedipus Aegyptiacus
L'Oedipus Aegyptiacus ("Edipo egiziano") è la più importante opera scritta da Athanasius Kircher sull'egittologia.
I tre volumi di illustrazioni e diagrammi furono pubblicati a Roma nel periodo 1652–1654. Kircher affermò che le sue fonti per l'Oedipus Aegyptiacus erano l'astrologia caldeana, la cabala ebraica, la mitologia greca, la matematica pitagorica, l'alchimia araba e la filologia latina.

## Geroglifici

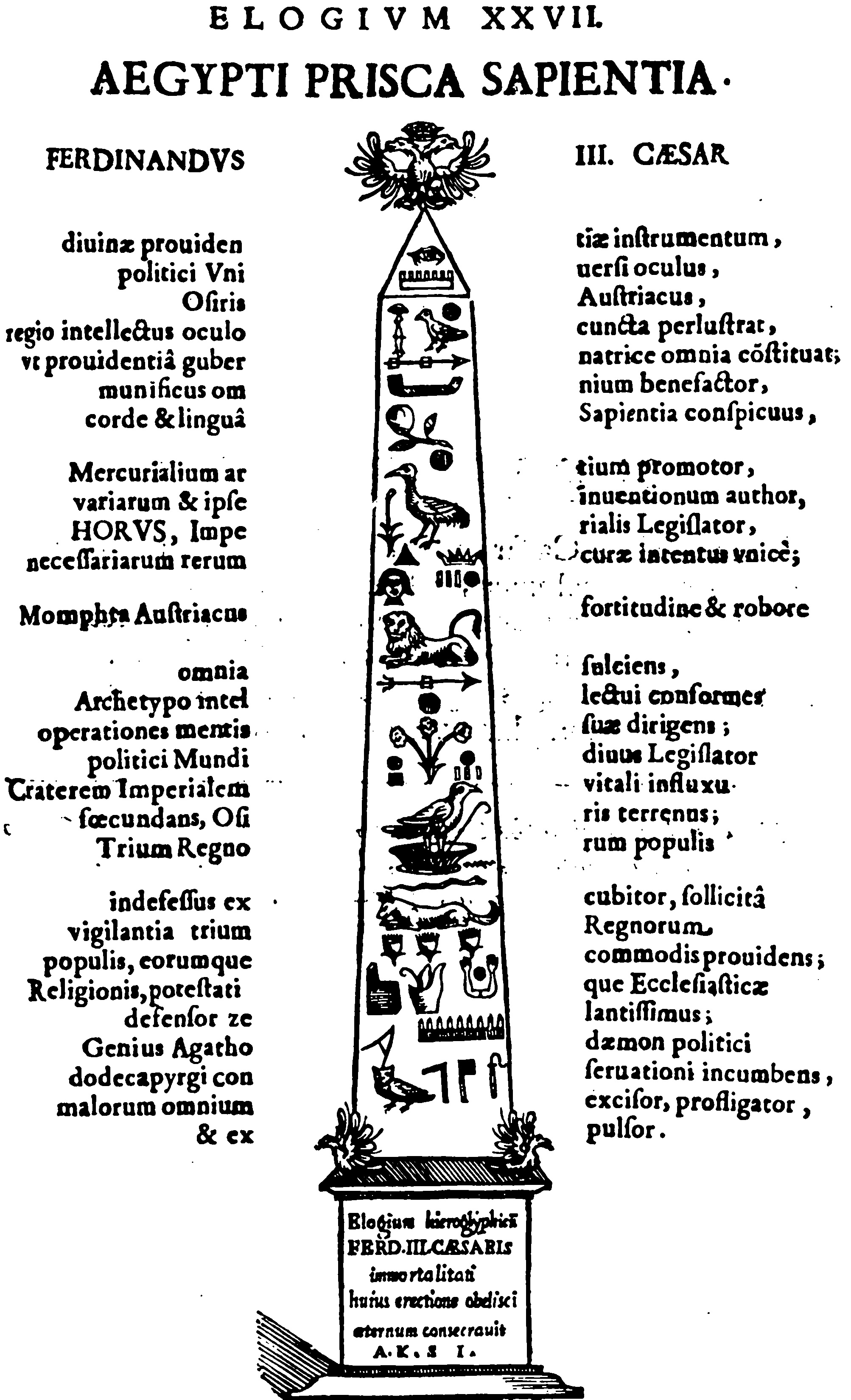
Il fantasioso metodo di traduzione escogitato da Kircher, mostrato in questo tentativo di riprodurre un panegirico al suo protettore Ferdinando III in egiziano. Secondo la lettura di Kircher, l'occhio di Horo ed un glifo raffigurante una scacchiera (la sillaba mn) vanno interpretati come “strumento della divina provvidenza, occhio dell’universo politico” («divinae providentiae instrumentum, politici Universi oculus»).

Il terzo volume dell'Oedipus Aegyptiacus tratta esclusivamente dei tentativi di Kircher di tradurre i geroglifici egizi. La fonte primaria dello studio di Kircher fu la Tavola isiaca (chiamata anche "tavola bembina" dal nome del cardinal Bembo che la recuperò poco dopo il sacco di Roma del 1527). La tavola isiaca è una tavola in bronzo e argento raffigurante vari dee e dei egizi. Al suo centro si trova Iside, in rappresentanza dell'idea dell'universo polimorfico che tutto contiene.
L'Oedipus Aegyptiacus di Kircher è un ottimo esempio di dottrina sincretica ed eclettica del tardo Rinascimento. È rappresentativo delle stravaganze barocche dell'immaginazione presenti tra gli studiosi ermetici prima dell'avvento dell'era scientifica. Le sue interpretazioni dei testi geroglifici tendevano a essere verbose e potenti; ad esempio, tradusse una frase comune in egiziano, dd Wsr, "Osiride dice", come "Il tradimento di Tifone terminò sul trono di Iside, l'umidità della natura è sorvegliata dal controllo di Anubi". Il vero significato dei geroglifici egizi non fu decifrato prima del 1824, quando Jean-François Champollion trovò la risposta grazie ai suoi studi della stele di Rosetta.
Kircher fu rispettato nel XVII secolo per il suo studio dei geroglifici egizi; il suo contemporaneo Thomas Browne (1605–1682, che possedeva numerose opere di Kircher tra cui l'Oedipus Aegyptiacus, lo lodò per il suo lavoro in egittologia, soprattutto riguardo ai geroglifici.
Nel 1999 l'università di Ginevra espose uno dei grandi tomi dell'Oedipus Aegyptiacus durante una mostra organizzata per celebrare il centenario di Jorge Luis Borges, come esempio di libri associati allo scrittore argentino.